# Daija to Hana
A Daija to Hana (ダイヤと花の大, Gyémánt és Virág) egy 117 méter magas óriáskerék Tokió Edogava negyedében, a Kasai Rinkai Parkban (葛西臨海公園). A kerék nevét a fénytechnika után kapta, mert az éjjeli kivilágításnak gyémánt és virág hatású fényjátéka van.
Amikor a kerék 2001-ben elkészült, Japán legmagasabb óriáskereke volt. A következő évben a 120 méter magas Sky Dream Fukuoka átvette az elsőséget, azonban 2009 szeptembere óta működése szünetel, így a Daija to Hana óriáskerék a legmagasabb üzemelő óriáskerék Japánban.
Az óriáskerék átmérője 111 méter, 68 kapszulája egyenként hat utas befogadására képes. A 17 perces fordulatok során az utasok számára Edogava, a Tokiói torony, a Tokyo Bay, Tokyo Disneyland, Csiba, Boso félsziget és a Fudzsi hegy felé nyílik kilátás.